# SOHLH1
SOHLH1 (англ. Spermatogenesis and oogenesis specific basic helix-loop-helix 1) – білок, який кодується однойменним геном, розташованим у людей на 9-й хромосомі. Довжина поліпептидного ланцюга білка становить 328 амінокислот, а молекулярна маса — 34 526.
| 10         |  | 20         |  | 30         |  | 40         |  | 50         |
| ---------- |  | ---------- |  | ---------- |  | ---------- |  | ---------- |
| MASRCSEPYP |  | EVSRIPTVRG |  | CNGSLSGALS |  | CCEDSARGSG |  | PPKAPTVAEG |
| PSSCLRRNVI |  | SERERRKRMS |  | LSCERLRALL |  | PQFDGRREDM |  | ASVLEMSVQF |
| LRLASALGPS |  | QEQHAILASS |  | KEMWHSLQED |  | VLQLTLSSQI |  | QAGVPDPGTG |
| ASSGTRTPDV |  | KAFLESPWSL |  | DPASASPEPV |  | PHILASSRQW |  | DPASCTSLGT |
| DKCEALLGLC |  | QVRGGLPPFS |  | EPSSLVPWPP |  | GRSLPKAVRP |  | PLSWPPFSQQ |
| QTLPVMSGEA |  | LGWLGQAGPL |  | AMGAAPLGEP |  | AKEDPMLAQE |  | AGSALGSDVD |
| DGTSFLLTAG |  | PSSWPGEWGP |  | GFRAGPPA   |  |            |  |            |

A: Аланін

C: Цистеїн

D: Аспарагінова кислота

E: Глутамінова кислота

F: Фенілаланін

G: Гліцин

H: Гістидин

I: Ізолейцин

K: Лізин

L: Лейцин

M: Метіонін

N: Аспарагін

P: Пролін

Q: Глутамін

R: Аргінін

S: Серин

T: Треонін

V: Валін

W: Триптофан

Кодований геном білок за функцією належить до білків розвитку. 
Задіяний у таких біологічних процесах, як транскрипція, регуляція транскрипції, диференціація клітин, сперматогенез, альтернативний сплайсинг. 
Білок має сайт для зв'язування з ДНК. 
Локалізований у цитоплазмі, ядрі.